# Kerten (Gantiwarno)
Kerten is een bestuurslaag in het regentschap Klaten van de provincie Midden-Java, Indonesië. Kerten telt 1822 inwoners (volkstelling 2010).